# Mark Roberts
Mark Roberts, född 12 december 1964 i Liverpool, England, är en brittisk streakare som sprungit in naken på flera stora evenemang. Han började 1993 streaka på en Rugby Sevens-match i Hongkong. Efter vadslagning i baren sprang han in naken på stadion, inför all publik, dagen därpå.
I januari 2003 flög han till San Diego, för att streaka på Super Bow-finalen. Han fick inte tag på biljetter, men lyckades i stället året därpå i Houston. Strax innan andra halvlek började sprang han in på plan, utklädd till domare, klädde av sig och dansade iklädd bara en läderrem. Han tacklades av spelare i New England Patriots och Carolina Panthers, samt polis och säkerhetsvakter, innan han häktades. I juni 2004 bötfälldes han till $1 000 för intrånget.

### Fotnoter
1. ↑  Streaker Avoids Jail Arkiverad 13 juni 2007 hämtat från the Wayback Machine., Sky News, 22 juli 2004